# Фелікс Агу
Фелікс Агу (нім. Felix Agu, нар. 27 вересня 1999, Оснабрюк, Німеччина) — німецький футболіст нігерійського походження, захисник клубу «Вердер».

## Ігрова кар'єра

### Клубна
Фелікс Агу є вихованцем футбольної школи у місті Оснабрюк. З 2010 року футболіст займався футболом і грав у молодіжній команді клубу «Оснабрюк». У вересні 2018 року Агу зіграв першу офіційну гру в основі «Оснабрюка» у турнірі Третьої ліги. Сезон 2018/19 став переможним для його команди, яка виграла турнір Третьої ліги і наступний сезон Агу у складі «Оснабрюка» почав у Другій Бундеслізі.
У січні 2020 року стало відомо, що контракт з футболістом добігає кінця  і Агу не має наміру його продовжувати. Влітку 2020 року Агу як вільний агент приєднався до бременського «Вердера». Першу гру у новій команді Агу провів у листопаді 2020 року у Бундеслізі. За результатами того сезону «Вердер» вилетів до Другої Бундесліги але вже наступного сезону повернувся до елітного дивізіону.
У лютому 2022 року Агу продовжив контракт з «Вердером».

### Збірна
Фелікс Агу має нігерійське походження. У 2019 році він провів дві гри у складі молодіжної збірної Німеччини.

## Досягнення
Вердер
- Другий призер Другої Бундесліги: 2021/22